# Wasserstraßen- und Schifffahrtsamt Weser

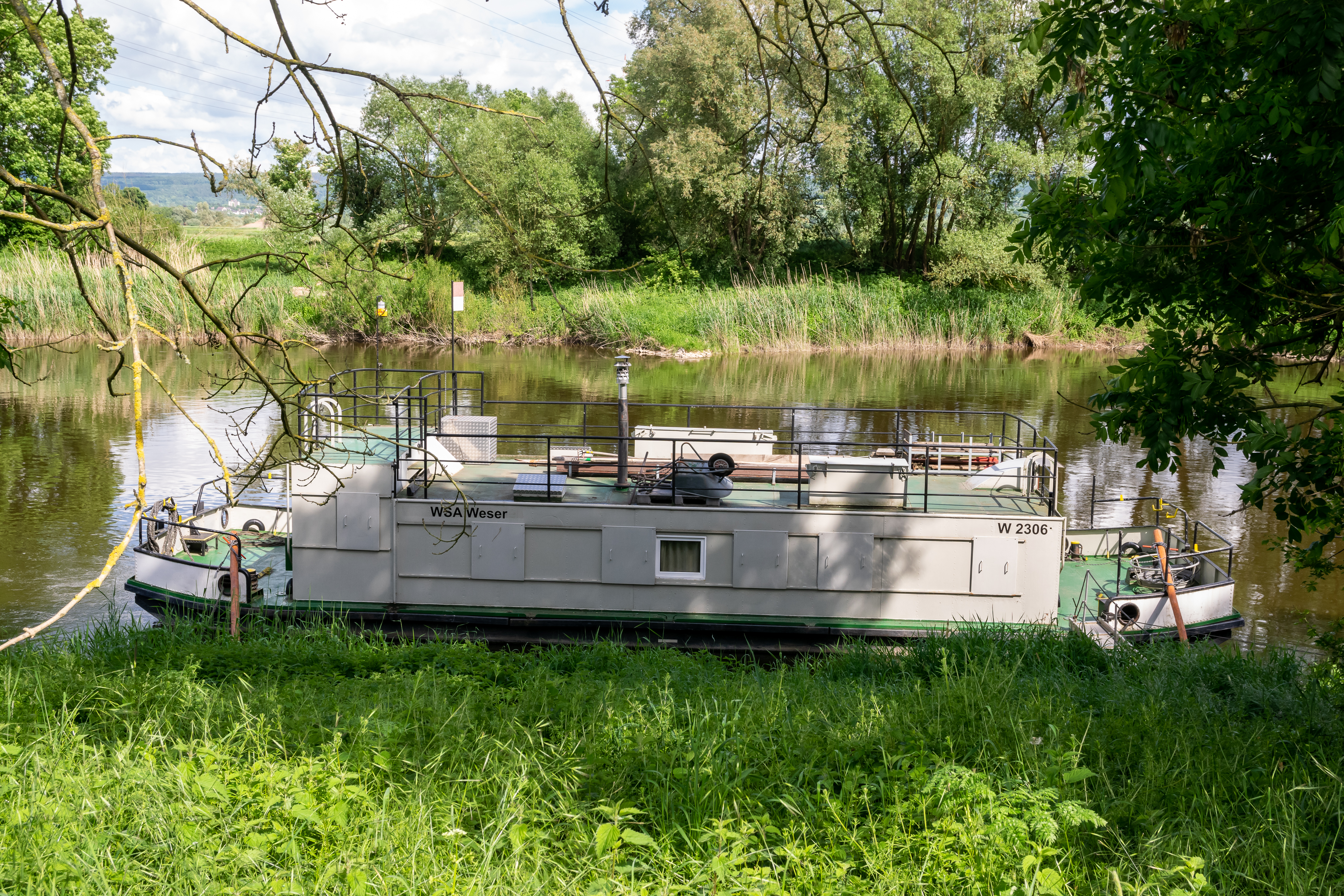
Bauhüttenschiff W 2306 des WSA Weser

Das Wasserstraßen- und Schifffahrtsamt Weser (WSA Weser) ist ein Wasserstraßen- und Schifffahrtsamt in Deutschland. Es gehört zum Dienstbereich der Generaldirektion Wasserstraßen und Schifffahrt.
Das Wasserstraßen- und Schifffahrtsamt entstand am 4. Februar 2020 durch die Zusammenlegung der bisherigen Wasserstraßen- und Schifffahrtsämter Hann. Münden und Verden. Das Amt hat Dienstorte in Hann. Münden und Verden.

## Zuständigkeitsbereich
Das Wasserstraßen- und Schifffahrtsamt Weser ist zuständig für die Bundeswasserstraßen Fulda, Werra, Aller, Leine und 354 Kilometer der Weser sowie die Bewirtschaftung der Diemeltal- und der Edertalsperre. Es ist damit das einzige Wasserstraßen- und Schifffahrtsamt, das Talsperren bewirtschaftet.

## Aufgabenbereich
Zu den Aufgaben des Wasserstraßen- und Schifffahrtsamtes Weser gehören:
- Unterhaltung der Bundeswasserstraßen im Amtsbereich
- Betrieb und Unterhaltung baulicher Anlagen wie beispielsweise Wehre, Schleusen und Brücken
- Bewirtschaftung der Diemeltal- und der Edertalsperre
- Aus- und Neubau
- Unterhaltung und Betrieb der Schifffahrtszeichen
- Messung von Wasserständen
- Übernahme strom- und schifffahrtspolizeilicher Aufgaben

## Dienstorte, Außenbezirke und Bauhof
Das Wasserstraßen- und Schifffahrtsamt hat Dienstorte in Hann. Münden und Verden. Das WSA unterhält Außenbezirke in Edertal, Rotenburg a.d. Fulda, Hann. Münden, Höxter, Hameln, Windheim, Nienburg, Verden und Oldau sowie den Bauhof Hoya.